# 아랍 연합 공화국의 가자 지구 점령
1949년부터 1967년까지 현재의 가자 지구에 해당하는 팔레스타인 지역은 이집트 왕국과 아랍 연합 공화국(1958년 이후)에 의한 군사 점령 상태에 있었다. 이집트의 가자 점령은 1949년 제1차 중동 전쟁부터 시작하여, 제3차 중동 전쟁에서 이집트가 이스라엘에 패배하며 종료되었다. 이집트의 가자 점령은 지속적으로 이루어졌으나, 1956년 10월부터 1957년 3월까지 수에즈 위기 당시 이스라엘이 시나이반도와 가자를 점령한 시기 잠시 중단되었다.
1948년부터 1959년까지 공식적으로 가자 지구는 전팔레스타인 보호국에 의한 통치가 이루어졌다. 보호국은 거의 전적으로 상징성만을 띄었지만, 아랍 연맹 회원국 대부분의 승인을 얻었다. 보호국 해체 이후 이집트는 가자 지구를 합병하지 않고 군사 정부 상태로 유지하였다.

## 배경
제1차 세계 대전 이후 국제연맹은 영국에게 과거 오스만 제국의 영토였던 위임통치령 팔레스타인의 통치권을 주었으며, 이후 영국 팔레스타인 위임통치령이 되었다. 위임통치령은 1922년 7월 24일 국제연맹 총회에서 통과되어, 1923년 9월 26일부터 적용되었다.
유럽에서의 제2차 세계 대전이 끝난 지 약 3년 후인 1948년 5월 15일, 팔레스타인 위임통치령이 종료되었다. 이 전인 1947년 11월 29일 유엔 총회에서는 팔레스타인에 유대 국가 하나와 아랍 국가 하나를 만든다는 팔레스타인 분할안을 통과시켰으며, 이에 대한 반발로 팔레스타인 위임통치령 내전이 발발했다. 1948년 5월 14일 다비드 벤구리온은 이스라엘국의 독립을 선포하였으며, 다음 날 이집트, 요르단, 시리아가 전쟁을 선포하고 침공하며 제1차 중동 전쟁이 시작되었다. 전쟁 초기 이집트는 유리하였으나, 1948년 12월 말 이스라엘이 집트군을 네게브 사막 바깥으로 몰아내 가자에서 포위하였고, 이집트는 이로 인해 평화 협상을 받아들였다. 1949년 1월 7일 전쟁이 끝남과 동시에 이스라엘군은 시나이와 가자에서 철수하여, 이집트군이 이 지역을 점령하였다.
1949년 2월 24일 로도스섬에서 평화 협정이 체결되었다. 이 협정에 따라 휴전선은 1906년의 국경을 따라 그려졌는데, 이 중 이집트 왕국이 지중해 해안을 따라 일부 점령한 땅은 제외되었다. 이 지역은 이후 가자 지구라고 부르게 된다.

## 전팔레스타인 보호령
제1차 중동 전쟁 도중인 1948년 9월 22일, 아랍 연맹의 주도로 전팔레스타인 보호령이 설립되었다. 하지만 정부 인원은 3달 후 카이로로 옮겨갔으며, 가자 지구에서의 영향력은 거의 없었다.
아비 슐라임은 관련하여 다음과 같은 글을 남겼다.
전팔레스타인 정부의 주장과 능력 사이의 차이는 웃기는 수준까지 빠르게 줄어들었다. 팔레스타인 전역의 관할권을 주장했지만, 행정, 공공 서비스, 자금, 군대 중 아무것도 없었다. 심지어 가자 주변의 작은 월경지조차 이집트 행정부가 운영했다. 이집트의 급여 담당자들은 새 정부의 자금 의존을, 아랍 연맹과 국제사회에서 팔레스타인인을 대표한다는 압둘라의 주장을 약화시키는 데 이용했다. 표면적으로는 독립된 팔레스타인 국가의 태아였던 새 정부는 시초부터 카이로와 암만 사이의 권력 투쟁의 셔틀콕으로 전락했다.

## 수에즈 위기

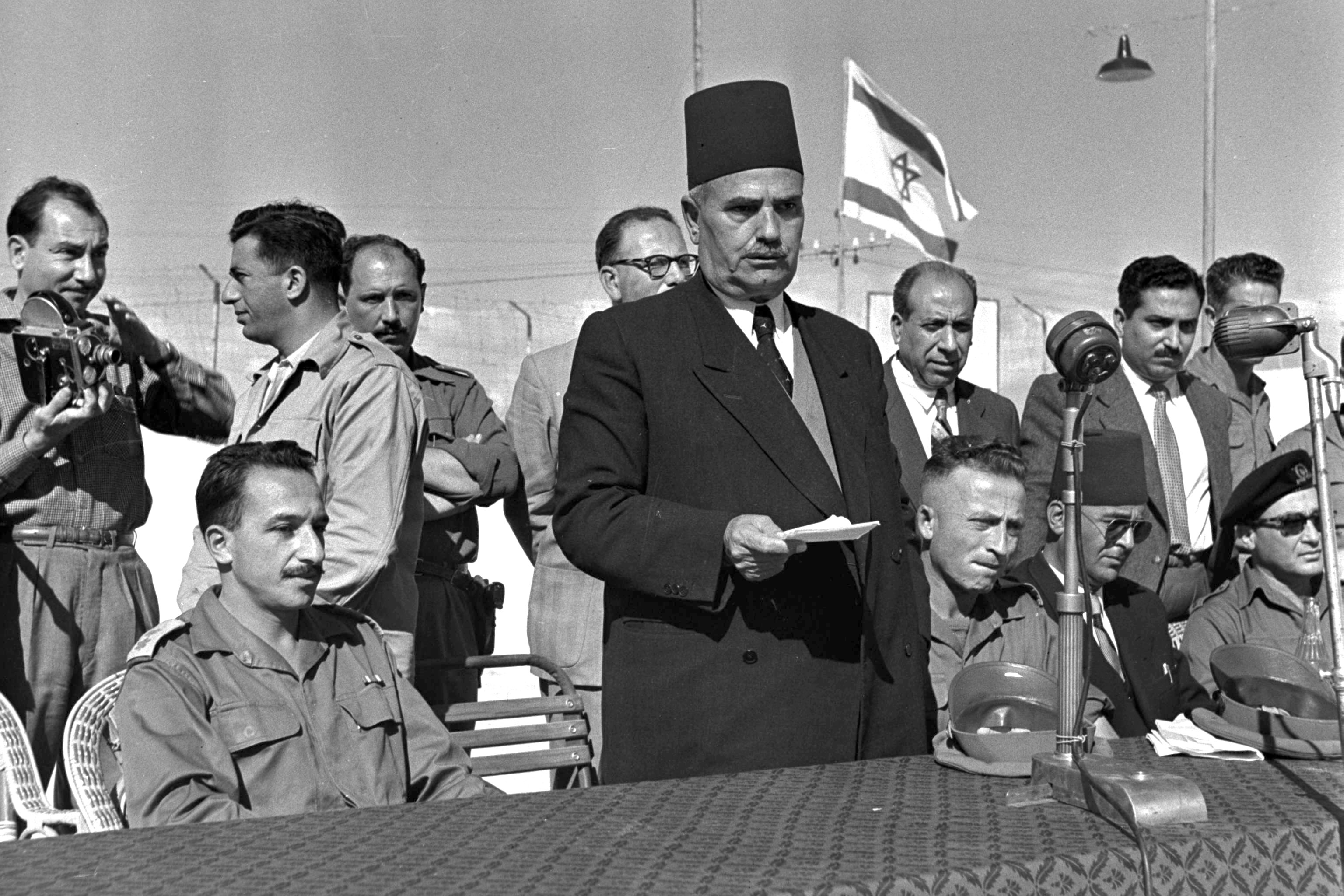
1956년 11월 26일, 새로 선출된 가자 시장 라샤다 알 샤와가 취임식에서 연설하는 모습. 사진 뒤쪽에서 이스라엘 국기를 볼 수 있다.

1953년 6월 이집트에서 왕정이 폐지되었으며, 이집트 왕국이 이집트 아랍 왕국으로 변경되었다. 1956년 이집트는 아카바만을 봉쇄하고, 수에즈 운하를 국영화하였으며, 이스라엘 선박의 통행을 차단해, 이스라엘을 위협하는 동시에 1888년 콘스탄티노플 협약을 위반하였다. 영국과 프랑스는 운하가 모든 국가에게 열려 있어야 한다는 콘스탄티노플 협약에 따라 이스라엘을 지원하였다.
1956년 10월 29일, 이스라엘, 영국, 프랑스가 가자 지구와 시나이반도를 침공함으로써 제2차 중동 전쟁이 시작되었다. 영국과 프랑스 군대는 국제적인 압력으로 1956년이 끝나기 전 철수하였으며, 1957년 3월에는 이스라엘군이 시나이반도와 가자 지구에서 철수하였다.

## 아랍 연합 공화국의 통치 (1959 ~ 1967)
1959년 가자 지구는 이집트와 시리아가 연합한 아랍 연합 공화국의 일부가 되었다. 1961년 9월 시리아가 아랍 연합 공화국에서 탈퇴하였으나, 이집트는 국명을 유지하다가 1971년에 다시 이집트 아랍 공화국으로 변경하였다. 1962년 아랍 연합 공화국 정부는 가자 거주민이 선출한 팔레스타인 입법 의회를 결성하였다. 입법 의회의 기본 문서는 다음 문구로 시작하였다.
가자 지구는 팔레스타인 영토의 분리할 수 없는 부분이며 거주민은 아랍 국가의 일원이다. 가자 지구의 팔레스타인인은 거주지에 무관하게 모든 팔레스타인인으로 구성된 국민연합을 결성하며, 목적은 탈취된 팔레스타인의 영토를 되찾고, 아랍 국가주의의 부름을 이행하는 것이다. 국민연합은 총독의 명령에 의해 구성된다.
1964년 팔레스타인 해방기구가 설립되자 나세르는 해방기구가 가자 지구를 통치할 것이라고 선언하였지만, 실제로 권력이 이양되지는 않았다. 약 1년 후 팔레스타인 해방군을 위해 징집령이 내려졌다.
이집트가 티란 해협을 봉쇄하고 이스라엘 선박의 통행을 차단한 지 일주일 후인 1967년 6월 5일 이스라엘이 이집트를 공격하며 제2차 중동 전쟁이 시작되었다. 이스라엘은 주변 아랍 국가를 빠르게 격퇴하고 가자 지구 등 여러 영토를 점령하여, 이집트의 점령이 종료되었다.
1978년 이스라엘과 이집트는 역사적인 캠프 데이비드 협정을 통해 두 국가 사이의 갈등에 마침표를 찍었으며, 서안 지구와 가자 지구에 자치 정부를 세우기 위한 기반을 다지기 시작했다. 이집트는 이후 가자 지구에 대한 영유권 주장을 철회하였다.

## 인구 및 경제
1948년 전쟁으로 인해 가자로 20만 명이 넘는 난민이 유입되며 생활 수준이 급감하였다. 또한 이집트 정부가 가자 지구의 출입을 통제하였기 때문에, 다른 곳에서 일자리를 찾기도 어려웠다. 1955년 유엔 사무국 직원은 "현실적으로 말하자면 지난 6년 간 가자에서는 가난에 시달리는 30만 명이 대도시 공원 정도 크기의 지역에 물리적으로 갇혀 있었다고 말해도 맞을 것이다"는 글을 남겼다.

## 같이 보기
- 요르단의 서안 지구 합병